# GletscherBus I
De GletscherBus I is een funitel in een Oostenrijks skigebied op de Hintertuxer Gletscher te Hintertux. De kabelbaan is in 2008 in gebruik genomen. Hij gaat van het dorpje Hintertux (1500 meter) naar de Sommerberg (2100 meter). De Sommerbergalm is een middenstation waar men kan opstappen op de GletscherBus II en de 4er Fernerhaus, die allebei naar de voet van de Tuxer Ferner (beter bekend als Hintertuxer Gletscher) gaan. Op de Sommerbergalm kan men ook een winterskigebiedje vinden, twee sleepliften (Ramsmoos en Tuxerjoch) en een vierpersoons koppelbare stoeltjeslift: Tuxerjochbahn.

## 4er Sommerberg
Tot het winterseizoen van 2007/2008 liep er op dezelfde plek een lift met gondels voor 4 personen. Naast deze baan staat ook nog de 8er Sommerberg, een achtpersoons-gondelbaan naar de Sommerberg. De 8er Sommerberg en GletscherBus I hebben tezamen een capaciteit van 5600 personen per uur.

## 8er Sommerberg
Met de bouw van de 8er Sommerberg werd er al rekening mee gehouden dat er een funitel naast kon worden gebouwd. Daarom is pas in 2007 het daadwerkelijke gebouw en het dak van de 8er Sommerberg erop gezet, nadat men klaar was met de fundering voor de GletscherBus I.

## Prestaties
De funitel is 1413 meter lang, er kunnen in totaal 24 cabines van het type CWA Funitel 24 op aangekoppeld worden. Dat betekent dat de afstand tot elke cabine 159 meter is, gelijk aan 26,33 seconden. De kabel gaat met 6 meter per seconde over het traject heen, een ritje in de kabelbaan duurt 5,25 minuten. De totale capaciteit komt dan neer op 3281 personen per uur. Het aandrijfstation is het dalstation, het aanspanningsstation is het bergstation. Het funitel systeem heeft een ander systeem voor het opslaan van cabines dan 'normale' kabelbanen. De cabines kunnen namelijk in het midden van het station staan, bij zowel het berg als het dalstation. Hoewel er al in oktober 2007 werd begonnen met de fundering, heeft men er zo'n 6 maanden overgedaan om de kabelbaan te bouwen, eindigend in oktober 2008.